# Коса (село)
Вижте пояснителната страница за други значения на Коса.
Коса е село във Болградски район, Одеска област в Украйна с население 105 души, селото е основано през 1807 година, намира се на 12 метра надморска височина.

## Население

### Езици
Численост и дял на населението по роден език, според преброяването на населението през 2001 г.:
| Роден език | Численост | Дял (в %) |
| Общо       | 242       | 100.00    |
| Руски      | 224       | 92.56     |
| Украински  | 6         | 2.47      |
| Молдовски  | 6         | 2.47      |
| Беларуски  | 2         | 0.82      |
| Български  | 2         | 0.82      |
| Гагаузки   | 2         | 0.82      |